# Fujiwara no Kanemichi
Fujiwara no Kanemichi (japanski 藤原 兼通, 3. godina Enchōa / 925. – 8. dan 11. mjesec 2. godina Jōgena / 20. prosinca 977.) je bio japanski državnik, dvorjanin i političar iz razdoblja Heiana. Drugi je sin Fujiware no Morosukea.
Imao je četvero braće. Kaneiu, Kinsuea, Koretadu, i Tamemitsua.
Bio je ministrom za vladanja cara En'yūa. Njegov glavni takmac bio je njegov mlađi brat Kaneie, koji je na također došao na mjesto, no u drugo vrijeme.
Bio je jedan od sesshōa (regenata) iz pet obitelji Fujiwara.
972., 11. mjeseca Tenrokua se uspeo do mjesta nadaijina i kampakua. Kampaku je bio do 977. godine. Nosio je naslov i obnašao je dužnost chūnagona.974., 2. mjeseca Ten'ena imenovan je na dužnost daijōa daijina. 20. prosinca 977. (8. dan 11. mjseca Jōgena: Kanemichi je umro u dobi od 51 godine.
Otac je Fujiwara no Akimitsu.